# 1964 w filmie
Wydarzenia filmowe w 1964 roku.

## Premiery

### Filmy polskie
- 3 stycznia – Gdzie jest generał... – reż. Tadeusz Chmielewski
- 15 czerwca – Żona dla Australijczyka – reż Stanisław Bareja
- 10 lipca – Spotkanie ze szpiegiem – reż. Jan Batory
- 7 sierpnia – Giuseppe w Warszawie – reż. Stanisław Lenartowicz
- 14 września – Prawo i pięść – reż. Jerzy Hoffman, Edward Skórzewski
- 21 grudnia – Pierwszy dzień wolności – reż. Aleksander Ford

### Filmy zagraniczne
- Goldfinger – film z Jamesem Bondem
- Kobieta z wydm (Suna no onna) – reż. Hiroshi Teshigahara
- Markiza Angelika (Angélique, marquise des anges) – reż. Bernard Borderie
- Nudne popołudnie (Fádní odpoledne) – reż. Ivan Passer
- Parasolki z Cherbourga (Les Parapluies de Cherbourg) – reż. Jacques Demy
- Żandarm z Saint-Tropez – reż. Jean Girault
- Ojciec żołnierza (Отец солдата) – reż. Rewaz Czcheidze
- Robin i 7 gangsterów – reż. Gordon Douglas, wyk. Frank Sinatra, Peter Falk, Dean Martin, Sammy Davis Jr., Bing Crosby
- Zabić Logana Kelihera – reż. R.G Springsteen, wyk. Audie Murphy, Darren McGavin, Ruta Lee, Beverley Owen, Skip Homeier

## Nagrody filmowe
- Oskary
  - Najlepszy film – My Fair Lady
  - Najlepszy aktor – Rex Harrison (My Fair Lady)
  - Najlepsza aktorka – Julie Andrews – (Mary Poppins)
  - Wszystkie kategorie: Oskary w roku 1964
- Festiwal w Cannes
  - Złota Palma: Jacques Demy – Parasolki z Cherbourga
- Międzynarodowy Festiwal Filmowy w Berlinie
  - Złoty Niedźwiedź: Ismail Metin – Upalne lato

## Urodzili się
- 1 stycznia – Piotr Pasierbski, polski operator
- 7 stycznia – Nicolas Cage, amerykański aktor
- 13 stycznia – Penelope Ann Miller, amerykańska aktorka
- 18 stycznia – Jane Horrocks, angielska aktorka
- 27 stycznia – Bridget Fonda, amerykańska aktorka
- 5 lutego:
  - Laura Linney, amerykańska aktorka
  - Piotr Trzaskalski, polski reżyser
- 15 lutego – Chris Farley, amerykański aktor (zm. 1997)
- 18 lutego – Matt Dillon, amerykański aktor
- 29 lutego – Marek Richter, polski aktor i wokalista
- 9 marca – Juliette Binoche, francuska aktorka
- 17 marca – Rob Lowe, amerykański aktor
- 23 marca – Hope Davis, amerykańska aktorka
- 7 kwietnia – Russell Crowe, australijski aktor
- 20 kwietnia – Andy Serkis, brytyjski aktor
- 24 kwietnia – Djimon Hounsou, amerykański aktor benińskiego pochodzenia
- 25 kwietnia – Hank Azaria, amerykański aktor
- 8 maja – Melissa Gilbert, amerykańska aktorka
- 9 czerwca – Gloria Reuben, kanadyjska aktorka
- 15 czerwca – Courteney Cox, amerykańska aktorka
- 28 czerwca – Sabrina Ferilli, włoska aktorka
- 9 lipca – Courtney Love, amerykańska aktorka i piosenkarka
- 26 lipca – Sandra Bullock, amerykańska aktorka
- 27 sierpnia – Andrzej Chyra, polski  aktor
- 2 września – Keanu Reeves, amerykański aktor
- 30 września – Monica Bellucci, włoska aktorka
- 3 października – Clive Owen, brytyjski aktor
- 8 października – Ian Hart, brytyjski aktor
- 9 października – Guillermo del Toro, meksykański reżyser
- 5 listopada – Famke Janssen, holenderska aktorka
- 11 listopada – Calista Flockhart, amerykańska aktorka (Ally McBeal)
- 8 grudnia – Teri Hatcher, amerykańska aktorka
- 19 grudnia – Béatrice Dalle, francuska aktorka

## Zmarli
- 29 stycznia – Alan Ladd, aktor
- 23 marca – Peter Lorre, aktor
- 27 sierpnia – Gracie Allen, aktorka
- 28 września – Harpo Marx, aktor komediowy, jeden z braci Marx (ur. 1888)
- 5 listopada – John S. Robertson, kanadyjski aktor i reżyser filmowy